# 当权者 (小说)
《当权者》（Authority）是杰夫·范德米尔于2014年创作的小说。它是遗落的南境系列）中的第二部。在一次采访中，范德米尔表示：“如果说《湮灭》是对X区域的远征，那么《当权者》则是对派遣探险队的机构——南境局的探索。” 该书于2014年5月发布。
《当权者》的故事围绕着南境局（Southern Reach）的特工们展开。该机构负责调查X区域难以解释的现象。与第一部设定在X区域内不同，第二部的故事发生在区域之外的人类居住区。

## 剧情概要
约翰·罗德里格兹(“主管”，John "Control" Rodriguez）接任南境局的新任局长，这是一个为管理名为X区域的沿海地区而成立的政府机构。公众被告知该地区遭受了环境灾难，并出于安全考虑被隔离；实际上，该地区已被一股未知力量接管，这股力量在几乎无法穿透的“边界”后面改变着环境和生态系统。他是由监督南境局的“总部”（Central）指派的一名秘密特工。他出身于一个特工世家：他的母亲和祖父都是该组织中有影响力且地位显赫的成员。“主管”通过电话和电子邮件向他在中央的联络人“代言者”（"The Voice"）汇报工作。
在担任局长的过程中，“主管”经常与现有员工发生不同程度的摩擦：特别是副局长格蕾丝·史蒂文森（Grace Stevenson），她似乎对他的前任有着情感上的依恋。“主管”有条不紊地梳理着积累的数据（访谈、照片、视频），发现进入X区域的探险次数远多于向公众披露的次数。仅全为男性的第十一次探险就有多个迭代，控制变量略有不同，类似于实验室实验，这促成了全为女性的第十二次探险的组建，以观察这种人员构成如何与X区域互动。第十二次探险队中的生物学家是前一部小说的主角，而该队的心理学家实际上是南境局的前任局长（即“主管”的前任），这一事实她并未向探险队其他成员透露。
那位生物学家神秘地重新出现在一块空地上，被南境局拘留以进行汇报；“主管”开始审问她。逐渐地，他开始与她产生共鸣，并理解了她对该区域生态系统的兴趣。然而，她并不合作，坚称自己不是那位生物学家，并要求“主管”称她为“幽灵鸟”（Ghost Bird）；在最初未能获得任何关于X区域或那里发生事件的信息后，他的策略变得越来越非传统。
“主管”怀疑自己处于催眠状态，并（正确地）推测他的联络人“代言者”正在催眠他以引导他的调查方向。他设法摆脱了催眠的影响，更加独立地工作，但这使他与中央疏远，他依靠母亲保护自己免受报复。总部强行将“幽灵鸟”从南境局带走，因为他们认为“主管”对她产生了情感依恋。
“主管”探访了前任局长的房子，并发现了一些暗示其与X区域存在联系的线索。返回南境局总部后，他在一个隐藏的房间里与一位科学家进行了一次令人不安的互动。他试图前往科学部门，却发现道路被一堵本不该存在、似乎有生命的墙挡住了。当他惊恐地跑上楼时，他看到X区域的边界正在移动，正在侵蚀设施，并伴随着一个局长的复制品走在前头。“主管”是南境局唯一对此事态发展感到警觉的人，当X区域吞没设施时，他逃离了那里。回家收拾行李时，他遇到了母亲，并了解到更多正在发生的事情。“主管”还意识到局长的身份就是X区域灯塔照片中的那个小女孩。这彻底改变了他的看法，因为现在很清楚，她与这个异常现象有着深刻的联系。
“主管”还得知“幽灵鸟”已从中央逃脱。基于他的直觉和对那位生物学家背景的了解，“主管”前往她在加入南境局之前进行过野外研究的一个旧址，尽管他努力躲避中央的特工，但中央仍紧随其后。“主管”最终在一个偏远地点遇到了“幽灵鸟”，她在那里意外地在水池底部制造了另一个通往X区域的门户，她认为这个门户是由她携带的、已在她体内完成其过程的光亮感形成的。她跳入水池，“主管”听到脑海中有一个声音敦促他跟上她，于是他也跳了下去。

## 反响
《当权者》登上了2014年5月25日版《纽约时报》平装畅销小说榜。 《娱乐周刊》给《当权者》打分B+，称该系列的故事“将整个系列从生物惊悚片提升到了真正引人入胜的境界”。 《纽约时报》也对《当权者》给予了积极评价：
如同第一部小说一样，范德米尔还对少数几个足够怪异（存疑）能与X区域抗衡的人物之一进行了细致的性格研究。这提升了整个作品的层次，使其超越了单纯的恐怖小说；这种不断收紧、越来越偏执的焦点中有种爱伦·坡式的风格。但是，在坡将他最猛烈的打击保持得相对含蓄的地方，范德米尔则将其深深刺入——尽管是以一种螺旋式的方式，其残酷与精妙不减分毫。这本书的张力构建比第一部慢，可能是因为它的长度几乎是前者的两倍。其回报绝对值得这份耐心。